# Крістінегамн
Крістінегамн — місто та адміністративний центр комуни Крістінегамн, лен Вермланд, Швеція, з 17 839 жителями в 2010 році.

## Географія
Крістінегамн розташований на березі озера Венерн, де в озеро впадають невеликі річки Varnan і Löt.
Він має гавань і є залізничним і автомобільним транспортним центром.
Найближчі міста — Карлскуга і Карлстад. Місто розташоване так, що до Осло, Стокгольм і Гетеборг відстань 250 км.

## Історія

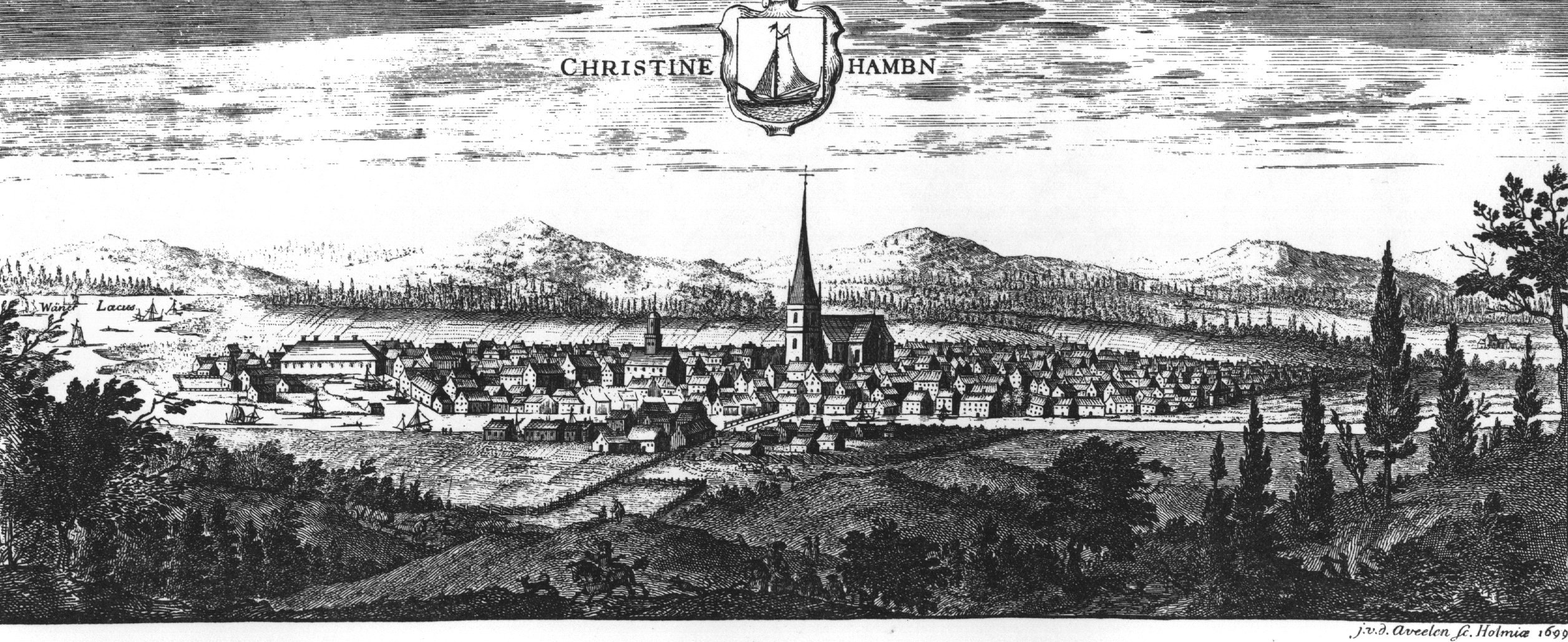
Крістінегамн у 1700 році, в «Швеція давня і сучасна».

Місцевість має постійне населення протягом століть, принаймні з часів кам'яної доби. Потім місто було побудовано поряд з мостом через річку Варнан. Її назва була Broo (швед. Bro, дос. «міст») до 1642 року.
Крістінегамн вперше отримав королівську хартію в 1582 році, але втратив її в 1584 році, відновив її в 1642 році і змінив свою назву на честь шведського монарха. Таким чином, воно кваліфікується як одне з історичних міст Швеції. На його гербі намальован bojort, який є  голландським судном, що використовується в XVII столітті.

## Пам'ятки

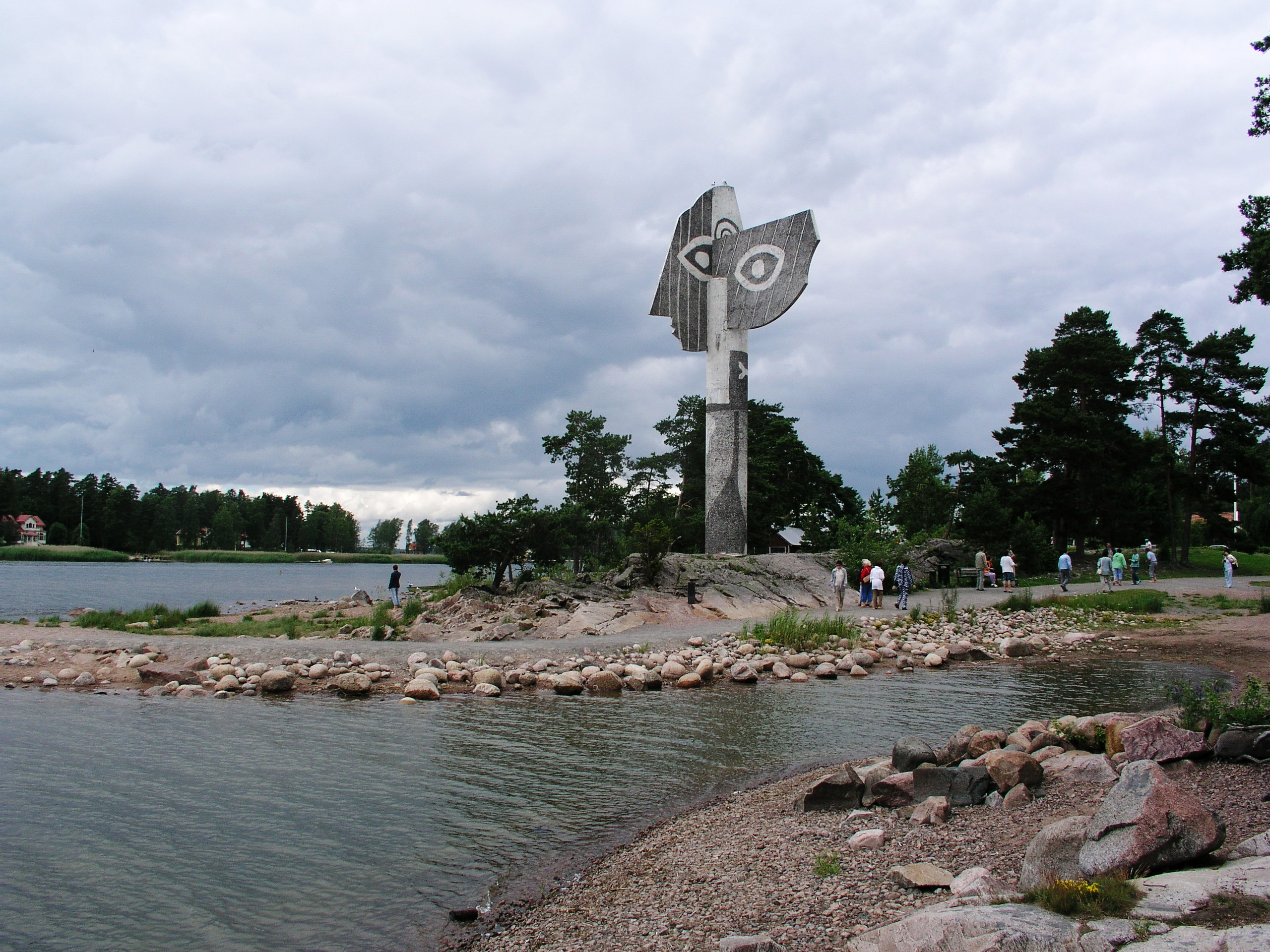
Статуя Пабло Пікассо

- На березі озера Венерн стоїть статуя Пабло Пікассо висотою 15 метрів (59°16′24″ пн. ш. 14°03′05″ сх. д. / 59.273279° пн. ш. 14.051522° сх. д.) з 1965 року. Статуя спроєктована Пікассо, але побудована і відкрита без нього. Пікассо ніколи не відвідував Крістінегамн. Це найвища скульптура Пікассо в світі (за винятком скульптури в Чикаго, яка насправді становить 15,2 метри у висоту.)
- Найдавніший рунічний камінь у графстві Вермланд, розташований в Järsberg близько 1 км за межами міста, який походить з 500 р. н. е. У цьому ж районі була знайдена перлина з того ж періоду часу.
- Церква Крістінегамна була спроєктована професором Карлом Георгом Бруніусом і була відкрита в 1858 році. Церква також має музей в галереї святилищ, яку варто відвідати завдяки своїй унікальній архітектурі.

## Видатні особистості
- Георг Адлерспарре — граф, шведський військовий та політичний діяч, письменник.
- Густав Фредінг — шведський поет.
- Фредрік Лееф — шведський яхтсмен, олімпійський чемпіон та медаліст.
- Вендела Закріссон — шведська яхтсменка, олімпійська медалістка.